# バブルチェア

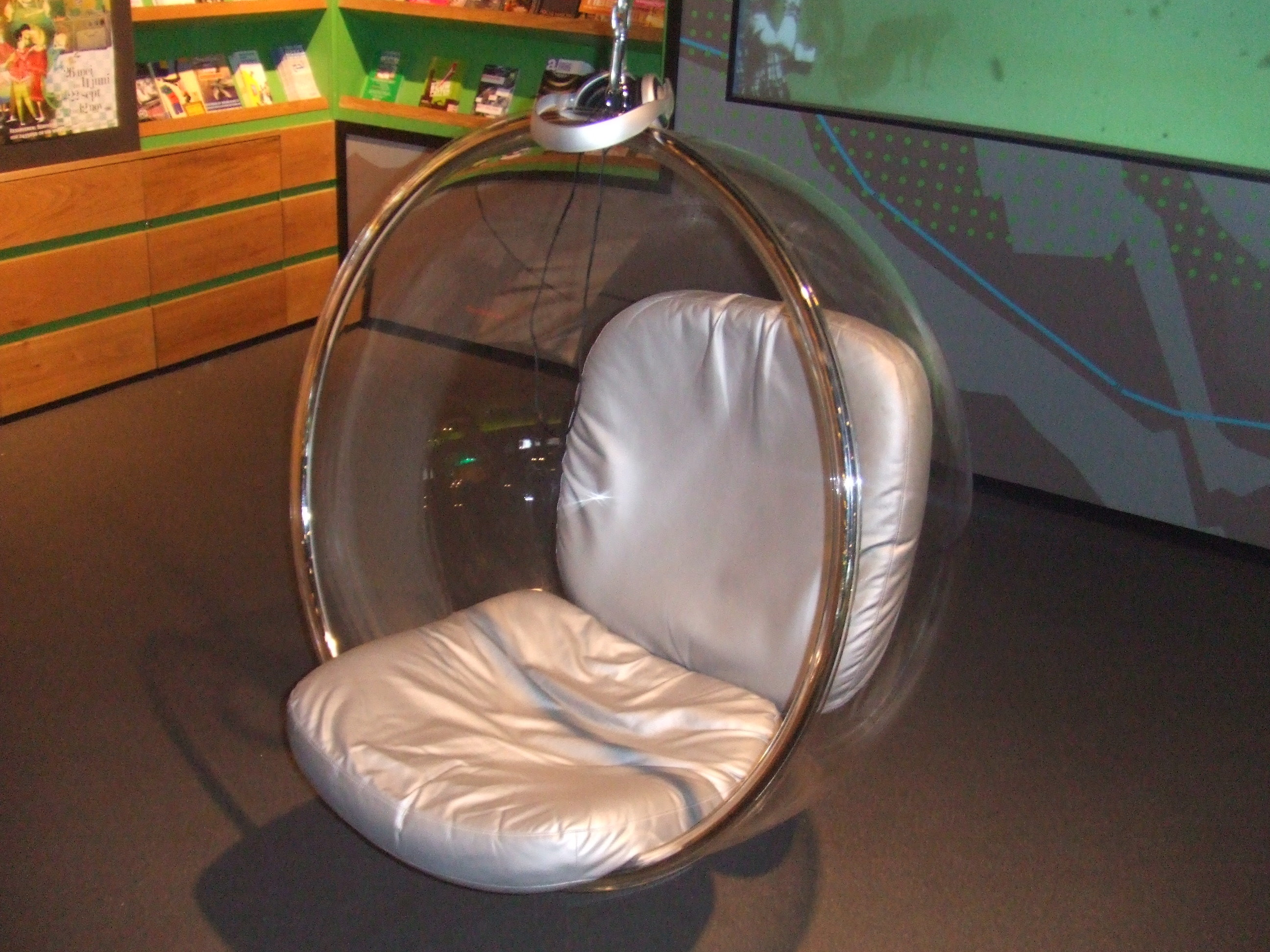
バブルチェア

バブルチェア（英語:Bubble Chair）は、フィンランドの家具デザイナー、エーロ・アールニオにより、1968年にデザインされた椅子の名称。
バブルチェアはアクリルまたは鉄のフレームで作られており、クッションには動物の革やポリウレタン素材が使用されている。フィンランドのアデルタ社により製品化され、販売された。椅子の上部はつりさげられるようになっており、そのバブルという名の通り泡のような感覚や浮かんでいるような感じを醸し出すようできている。
バブルチェアは古典的なインダストリアルデザインとして家具デザイン分野におけるプラスチックの使用を促進したと考えられている。また、この椅子はモダニズム的あるいは宇宙時代的だと考えられ、またしばしば1960年代の象徴として用いられている。